# Гамба в 3D
«Гамба в 3D» (в англоязычной среде известный как «Air Bound», а среди немецкоговорящей публики — «BEN - Abenteuer auf der Mäuseinsel») — японский мультфильм, выпущенный студией Shirogumi Inc.. Фильм основан на мультсериале Ganba no Bōken, выпущенном в 1975 году, и является альтернативной версией к нему. Релиз в России состоялся 8 сентября 2016 года.

## Сюжет
Сюжет разворачивается вокруг мышонка Гамбы, мечты которого приводят его и его приятеля Толстячка к команде Корабельных Мышей, готовых к отплытию. Как раз в тот момент, когда они собираются отплыть, к ним врывается юный Чута, умоляя помочь мышиному поселению, расположенному на острове неподалёку от побережья. Укрывшись на лодке, банда направляется на Остров Мечты, чтобы защитить семью мышей Чуты от белой ласки Норои (Белого Дьявола) и его кровожадной стаи.